# Yongchun

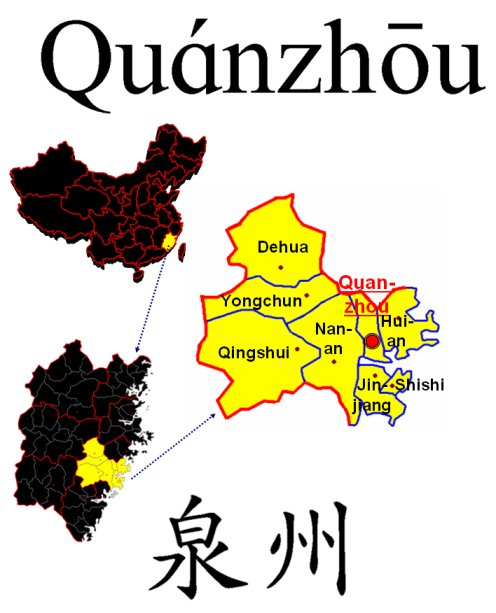
Kreisebene der Stadt Quanzhou

Der Kreis Yongchun (chinesisch 永春县, Pinyin Yǒngchūn Xiàn) ist ein Kreis der bezirksfreien Stadt Quanzhou in der südostchinesischen Provinz Fujian. Er hat eine Fläche von 1.457 km² und zählt 422.531 Einwohner (Stand: 2020). Sein Hauptort ist die Großgemeinde Taocheng 桃城镇.

## Administrative Gliederung
Auf Gemeindeebene setzt sich der Kreis aus achtzehn Großgemeinden und vier Gemeinden zusammen. 